# Zawieszony krok bociana
Zawieszony krok bociana (tytuł oryginalny Το μετέωρο βήμα του πελαργού, To meteoro wima tou pelargou) – grecko-francusko-włoski film fabularny z roku 1991 w reżyserii Teo Angelopoulosa.

## Fabuła
Aleksander, młody reporter wyjeżdża zrealizować materiał na granicy grecko-albańskiej. Wśród uchodźców różnych narodowości reporter odnajduje polityka, który w tajemniczych okolicznościach zaginął dziesięć lat wcześniej. W przeszłości ów polityk zdecydował się wyjechać ze stolicy i osiedlić się w Epirze. Chcąc potwierdzić tożsamość starego mężczyzny przywozi z Aten jego żonę, która w starym mężczyźnie nie chce rozpoznać swojego zaginionego męża. Miejscowa dziewczyna, w której zakochuje się Aleksander musi poślubić mężczyznę mieszkającego po drugiej stronie granicy grecko-albańskiej.
Film realizowano w okolicach Floriny. Okoliczni mieszkańcy uznali, że film obraża uczucia patriotyczne Greków i bojkotowali jego realizację.

## Obsada
- Marcello Mastroianni jako zaginiony polityk
- Jeanne Moreau jako poetka, żona polityka
- Gregory Patrikareas jako reporter
- Ilias Logotethis jako pułkownik
- Dimitris Poulikakos jako fotograf
- Akis Sakellariou jako dźwiękowiec